# Lijst van opgeheven spoorlijnen in Nederland
Hieronder een lijst van opgeheven spoorlijnen in Nederland sinds 1968: 

(de hieronder vermelde spoorlijnen zijn opgebroken, tenzij anders vermeld)
- 1968
  - Sneek – Bolsward (Tramlijn Sneek - Bolsward)
  - Heerenveen – Lemmer (Tramlijn Heerenveen - Joure en Tramlijn Joure - Lemmer)
  - Warmenhuizen – Alkmaar (tramlijn Schagen - Warmenhuizen - Alkmaar)
- 1970
  - Enschede-Zuid – Broekheurne
  - Wapenveld -Hattem
- 1971
  - Kruispunt Beugen – Gennep
- 1972
  - Ternaard – Dokkum-Aalsum (Dokkumer lokaaltje)
  - Doetinchem – Zelhem
  - Neede – Borculo
  - Apeldoorn – Epe – Heerde - Hattem - Hattemerbroek
  - Sint Pancras – Broek op Langedijk
  - Winterswijk - Neede
  - Amsterdam Haarlemmermeer – Amstelveen – Bovenkerk; sinds 1975/1997 in gebruik bij de Electrische Museumtramlijn Amsterdam
  - Bovenkerk – Uithoorn, tot 1981 gehandhaafd als verbinding met Schiphollijn)
  - Aalsmeer – Aalsmeer Oost
  - Leiden – Leiden Heerensingel
  - Goor Zuid – Goor West
  - Glanerbrug - Losser
  - Woudenberg-Scherpenzeel – Rhenen (alleen Woudenberg-Scherpenzeel – Veenendaal opgebroken; Veenendaal – Rhenen in 1981 weer in gebruik genomen)
  - Enschede Noord – Boekelo (verbroken door aanleg A35; resterend gedeelte nog tot ca. 1990 in gebruik als aansluiting voor industriegebied)
  - Boekelo – Haaksbergen (niet opgebroken; sinds 1971 in gebruik bij de Museum Buurtspoorweg)
  - 's-Hertogenbosch – Raamsdonk
  - Gieten – Gasselternijveen – Stadskanaal (Spoorlijn Gasselternijveen - Assen)
  - Musselkanaal – Ter Apel
  - Emmen – Weerdinge
  - Noord Scharwoude – Noord Scharwoude Dorp
  - Wormerveer – Zaankade
  - Mill – Kruispunt Beugen
  - Verbindingsboog Kruispunt Beugen – Maaslijn
  - Bilthoven – Zeist
  - Nijkerk – Nijkerk Haven
  - Goes – Hoedekenskerke – Borssele (Goes – Hoedekenskerke sindsdien in gebruik bij de Stoomtrein Goes - Borsele)
- 1973
  - Stiens – Ternaard (Dokkumer lokaaltje)
  - Aalsmeer – Uithoorn
  - Verbindingsboog Nijverdal – voormalige lijn naar Hellendoorn
  - Nijverdal – Nijverdal Zuid
  - Tilburg West – Baarle-Nassau Grens (Bels lijntje)
  - Geldrop – Valkenswaard Grens
  - Den Haag SS – Den Haag HS
- 1974
  - IJsselmonde – Putselaan – Brielselaan
  - Enschede – Enschede-Zuid
  - Eindhoven – Neerpelt
- 1975
  - Heerlen – Terwinselen
  - Brunssum (Staatsmijn Emma) – Geleen (Staatsmijn Maurits) in exploitatie bij de Staatsmijnen in Limburg
  - Uden – Mill
- 1976
  - Made en Drimmelen – Geertruidenberg
  - Delfshavense Schie – Spaanse Polder
  - Kerkrade West (voorheen station Spekholzerheide) – Domaniale mijn
- 1979
  - Winterswijk – Borken (Borkener baan, deels opgebroken)
- 1981
  - Amsterdam Rietlanden – Doklaan
- 1983
  - Spoorpont over het IJ te Amsterdam
  - Zaandam – Hembrug – Amsterdam Singelgracht
  - Veghel – Uden
  - Santpoort Noord – IJmuiden (IJmondlijn), nog gebruikt voor goederenvervoer tot 1995; in 1996-1998 bereden door Lovers Rail
- 1984
  - Dieren – Eerbeek (niet opgebroken; sinds 1975 in gebruik bij VSM als Toeristische spoorweg)
- 1986
  - Uithoorn – Station Nieuwersluis-Loenen
- 1987
  - Oldenzaal zuidzijde – Oldenzaal station
  - Enschede Aansluiting – Enschede-Noord
- 1988
  - Simpelveld – Kerkrade Centrum (niet opgebroken; sinds 1992 in gebruik bij ZLSM als Toeristische spoorweg)
  - Leusden raccordement Pon – Woudenberg-Scherpenzeel
- 1989
  - Rotterdam Spaanse Polder – RMO
  - Watergraafsmeer – Duivendrecht (heropend in 1993)
- 1990
  - Veendam – Stadskanaal – Musselkanaal (niet opgebroken; in gebruik bij STAR als Toeristische spoorweg)
  - Maastricht – Lanaken (niet opgebroken; wordt heropend)
- 1991
  - Nijmegen – Kleef (Spoorlijn Nijmegen - Kleef, alleen opgebroken tussen Nijmegen en Nijmegen Heyendaal, verder grotendeels nog intact, Het spoor tussen Groesbeek, Kranenburg en Kleef wordt gebruikt voor toeristische fietstreinen.)
- 1992
  - Herkenbosch – Dalheim
  - Schin op Geul – Aken (Vetschau) (niet opgebroken; in gebruik bij ZLSM als Toeristische spoorweg)
- 1993
  - Gilze-Rijen – Oosterhout (Vijf Eiken)
- 1996
  - Roermond – Herkenbosch (buiten gebruik)
- 1997
  - Leeuwarden – Stiens (Dokkumer lokaaltje) (buiten gebruik)
- 2000
  - Bad Nieuweschans – Leer (Ostfriesl) (heropend in 2002)
  - Nieuw Amsterdam – Schoonebeek
  - Nijmegen – Zetten-Andelst (reguliere reizigersdienst in 1990 stopgezet, maar nog wel incidentele treinen daarna[1])
- 2002
  - Verbindingsboog Rotterdam Noord – Rotterdam Kleiweg
  - Verbindingsboog Rotterdam Noord Goederen – Rotterdam Kleiweg
- 2005
  - Boxtel – Veghel (Spoorlijn Boxtel - Wesel, buiten gebruik)
- 2006
  - Hofpleinlijn (is omgebouwd tot metrolijn voor RandstadRail en Rotterdamse Metro; heeft de status van lokaalspoorweg gekregen)
  - Zoetermeer Stadslijn (is omgebouwd tot sneltramlijn voor RandstadRail; heeft de status van lokaalspoorweg gekregen)
- 2008
  - Oude Sloelijn, vervangen door Nieuwe Sloelijn
- 2010
  - Raccordement Den Helder Haven, 2001 voor het laatste gebruikt, 2010 grotendeels opgebroken. Deel nog in gebruik als uithaalspoor.
- 2011
  - Maastricht - Lanaken (B) goederenspoor 2007 opgeknapt 2011 buiten gebruik
- 2017
  - Hoekse Lijn (is omgebouwd tot metrolijn voor de Rotterdamse Metro, tussen Schiedam Centrum en Maassluis Centrum geschikt voor goederentreinen)

## Buiten gebruik
De volgende spoorlijnen zijn thans nog aanwezig, maar buiten gebruik (ook niet voor goederenvervoer of als Toeristische spoorweg):
- Leeuwarden – Stiens (grotendeels opgebroken)
- Nieuw Amsterdam – Schoonebeek (opgebroken)
- Winterswijk – Borken (grotendeels opgebroken)
- Santpoort Noord – IJmuiden (gedeeltelijk opgebroken)
- Boxtel – Veghel
- Roermond – Dalheim